# گنگووشوو (استان ماسوویان)
گنگووشوو (به لاتین: Gniewoszów) یک روستا در لهستان است که در گمینا گنگووشوو واقع شده‌است. گنگووشوو ۶۷۰ نفر جمعیت دارد.